# Richard Shepard-Baron
Richard Shepard-Baron – brytyjski kierowca wyścigowy.

## Kariera
W wyścigach samochodowych Shepard-Baron poświęcił się głównie startom zaliczanym do klasyfikacji Mistrzostw Świata Samochodów Sportowych. W 1962 roku Brytyjczyk odniósł zwycięstwo w klasie S 2.0 24-godzinnego wyścigu Le Mans, a w klasyfikacji generalnej był trzynasty.